# Inondations de Missoula

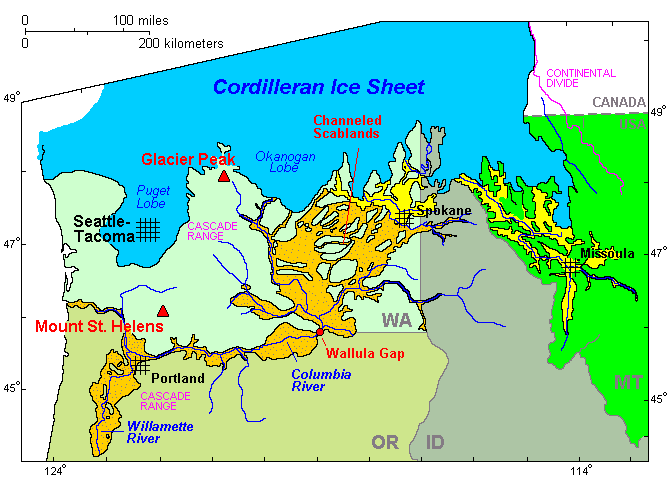
Carte de l'extension maximale du lac glaciaire Missoula (Est et Ouest en jaune) entre l'inlandsis de la Cordillère (en bleu) et les régions noyées lors des inondations de Missoula (en orange).

Les inondations de Missoula, en anglais Missoula Floods, aussi appelées inondations de Spokane ou encore inondations de Bretz, désignent d'importantes vidanges brutales de lacs glaciaires qui ont ravagé périodiquement l'est de l'État de Washington et la gorge du Columbia à la fin de la dernière glaciation, vers 11500 av. J.-C..

## Référence
- (en) Cet article est partiellement ou en totalité issu de l’article de Wikipédia en anglais intitulé « Missoula Floods » (voir la liste des auteurs).

1. ↑  Jean-Michel Sallmann, L'Amérique du Nord : de Bluefish à Sitting Bull, Belin, coll. « Mondes anciens », novembre 2022 (ISBN 2410015867), chap. 1 (« Au commencement »), p. 26.